# Don Harnby
Donald Reed Harnby (20 tháng 7 năm 1923 – 24 tháng 10 năm 2009) là một cầu thủ bóng đá người Anh từng thi đấu ở vị trí hậu vệ tại Football League cho York City và Grimsby Town, cho Spennymoor United, và từng nằm trong đội hình của Newcastle United không ra sân trận nào. Ông thi đấu bóng đá thời chiến cho Middlesbrough.